# Heinrich Wolff
Heinrich Wolff (n. 18 mai 1875, Niemcza, Reich-ul German – d. martie 1940, München, Germania Nazistă) a fost artist și pictor german.

## Biografie
Heinrich Wolff a urmat cursurile Academiei de Stat de Arte și Meserii din Wroclaw din anul 1891, Academia de Arte din Berlin din anul 1893 și Academia de Arte Frumoase din München până în anul 1900. A fost membru al Asociației pentru gravură.  A înființat la München, împreună cu inventatorul Ernst Neumann-Neander în anul 1901, prima școală privată de grafică. În capitala Bavariei a întâlnit-o pe artista Elisabeth Zimmermann care i-a fost elevă și mai apoi soție. În anul 1902, Ludwig Dettmann și Otto Erich Eichler i-au propus să devină la  profesor la Königsberg și ca urmare, Wolff a plecat să-și îndeplinească rolul la Academia de Artă din Königsberg. La academie a predat gravura în cupru timp de 33 de ani - din anul 1902 până în 1935. S-a retras din activitate începând din 1936 și a revenit la München unde a decedat la vârsta de 64 de ani, în anul 1940.

## Opera
Wolff a fost un grafician și pictor foarte versatil. El a creat în plus față de grafica caracteristică operei sale picturi și sculpturi din lemn care au fost publicate în volumul Narrative al foarfecelor mici (Erzählungen der kleinen Schere) de el însuși.

## Premii
- 1899 -- Medalia de aur la Dresda;
- 1901 -- Medalia de aur la München;
- 1932 -- Doctor honoris causa al Facultății de Medicină a Universității Albertus din Königsberg.